# Force aérienne populaire de Corée
La Force aérienne populaire de Corée est l'armée de l'air de la Corée du Nord, fondée le 20 août 1947. Avec 110 000 soldats, elle est la deuxième plus importante branche des forces armées nord-coréennes après l'armée de terre (950 000 hommes) et avant la marine (46 000 hommes).

## Historique
Durant la guerre de Corée (1950-1953), la plupart des combats aériens qui opposaient la force aérienne nord-coréenne et ses alliés à l'US Air Force se déroula dans la « MiG Alley », une région de la Corée du Nord près du fleuve Yalou particulièrement propice à ceux-ci.
Elle employait des avions légers Yak-18 et Polikarpov Po-2 modifiés  avec des supports de bombes pour harceler les forces de l'ONU. L'attaque la plus réussie de l'aviation nord-coréenne pendant la guerre fut la destruction d'un dépôt de carburant de près de plus de 20 millions de litres dans la zone d'Incheon, en juin 1953, par 4 ou 5 Yak-18. Le Yak-18 ainsi que le Polikarpov Po-2 étaient devenus tout à fait une nuisance, jusqu'à ce que les chasseurs de nuit des États-Unis commencent à les abattre.
Plusieurs pilotes nord-coréens ont fait défection avec leur aéronef au Sud (voir Opération Moolah).
Le 15 avril 1969, un Lockheed EC-121 Warning Star de l'United States Navy en mission de reconnaissance dans les eaux internationales est abattu par deux MiG-21. L'avion s'écrase à 167 km des côtes de la Corée du Nord et ses 31 membres d'équipage (trente marins et un Marines) sont tués, ce qui constitue la plus grande perte individuelle d'un équipage américain durant la Guerre froide.

## Équipement général
L'équipement de l'armée de l'air nord-coréenne est souvent hors d'âge, peu entretenu et totalement obsolète pour la plupart. La suprématie aérienne (déjà effective durant la guerre de Corée) des États-Unis, et l'absence de nouvelles technologies accessibles, ne laissent que peu de place au développement de l'arme aérienne nord-coréenne. Par ailleurs, l'essentiel des crédits alloués à la Défense est redirigé vers la Défense du Territoire (ce qui passe par les Forces terrestres et la Marine) ainsi que vers la recherche en matière balistico-nucléaire.
On peut tout de même lister approximativement le matériel aérien nord-coréen (à noter que l'essentiel du matériel listé ci-dessous est d'origine soviétique ou chinois, datant des années 1980-90 pour les aéronefs les plus récents…) :
| Aéronefs                  | Origine          | Type                                                | En service       | Versions                                     |
| Avions de chasse          | Avions de chasse | Avions de chasse                                    | Avions de chasse | Avions de chasse                             |
| ------------------------- | ---------------- | --------------------------------------------------- | ---------------- | -------------------------------------------- |
| Shenyang F-5              | Chine            | Avion de chasse                                     | 106              | MiG-17 sous licence                          |
| Shenyang F-6              | Chine            | Avion de chasse                                     | 97               | MiG-19 sous licence                          |
| Chengdu F-7               | Chine            | Avion de chasse                                     | 120              | MiG-21 sous licence                          |
| Harbin H-5                | Chine            | Bombardier moyen                                    | 80               | dérivé de l'Iliouchine Il-28                 |
| Mikoyan-Gourevitch MiG-21 | Union soviétique | Avion de chasse                                     | ~26              | MiG-21bisMiG-21MFMiG-21UM                    |
| Mikoyan-Gourevitch MiG-23 | Union soviétique | Chasseur et intercepteur                            | 56               | MiG-23MLMiG-23P                              |
| Mikoyan-Gourevitch MiG-29 | Union soviétique | Avion multirôle                                     | 35               | MiG-29AMiG-29UB                              |
| Soukhoï Su-7              | Union soviétique | Chasseur- Bombardier                                | 18               |                                              |
| Soukhoï Su-25             | Union soviétique | Avion d'attaque au sol                              | 34               | Su-25KSu-25UBK                               |
| Avions de transport       |                  |                                                     |                  |                                              |
| Iliouchine Il-76          | Union soviétique | Avion de transport                                  | 2                |                                              |
| Antonov An-24             | Union soviétique | Avion de transport                                  | 6                |                                              |
| PAC P-750                 | Nouvelle-Zélande | Avion de transport                                  | 3                | importé illégalement via la chine            |
| Avions d'entrainement     |                  |                                                     |                  |                                              |
| Nanchang CJ-6             | Chine            | Avion d'entrainement                                | 70               |                                              |
| Shenyang J-5              | Chine            | Avion d'entrainement                                | 135              | FT-5                                         |
| Shenyang J-2              | Chine            | Avion d'entrainement                                | 30               | FT-2                                         |
| Mikoyan-Gourevitch MiG-15 | Union soviétique | Avion d'entrainement                                | 4                | MIG-15UTI                                    |
| Hélicoptères              |                  |                                                     |                  |                                              |
| Hughes MD 500             | États-Unis       | Hélicoptère de reconnaissance                       | 84               | Hughes 500D/E (87 acquis par fraude en 1985) |
| Mil Mi-2                  | Union soviétique | Hélicoptère de transport léger                      | 48               |                                              |
| Mil Mi-8                  | Union soviétique | Hélicoptère de transport                            | 41               | Mi-8 Hip/ Mi-17 Hip H                        |
| Mil Mi-14                 | Union soviétique | Hélicoptère SAR et Lutte anti-surface               | 8                |                                              |
| Mil Mi-24                 | Union soviétique | Hélicoptère de combat                               | 20               |                                              |
| Mil Mi-26                 | Union soviétique | Hélicoptère de transport ultra lourd (85 passagers) | 4                |                                              |

## Organisation

Bases de la force aérienne populaire de Corée.

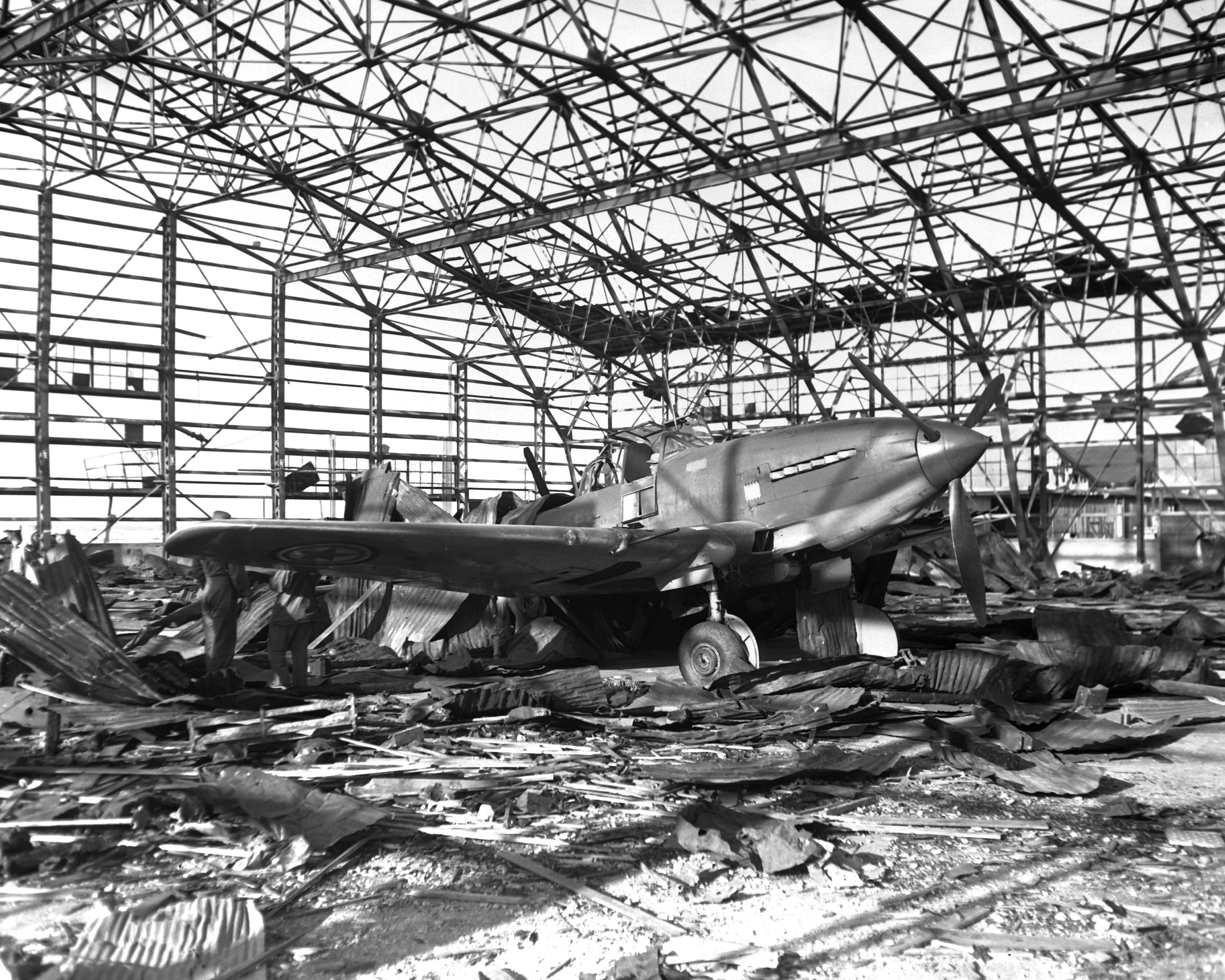
Iliouchine Il-10 nord-coréen endommagé sur la base aérienne de Gimpo (Corée du Sud) le 21 septembre 1950 pendant la guerre de Corée.

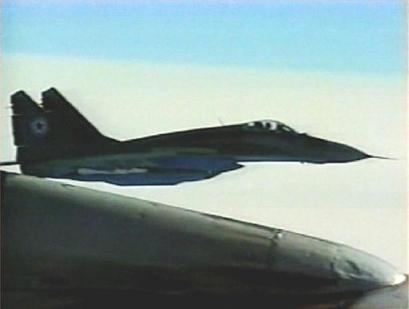
Mikoyan-Gourevitch MiG-29 nord-coréens en 2003.

Voici la liste des bases aériennes de l'armée de l'air nord-coréenne en 2012 [réf. nécessaire] :
- Aérodrome de Hwangju

- Yydzhu (coréen : 의주군) : 2 Antonov An-2 et 1 Mil Mi-2.
- Kusong (coréen : 구성시) : 24 Mikoyan-Gourevitch MiG-17.
- Taechon (en) (coréen : 태천군) : 42 Antonov An-2.
- Kechhon (coréen : 개천시) : 31 Mikoyan-Gourevitch MiG-17 et 5 Soukhoï Su-7.
- Bukchon (coréen : 북청군) : 34 Mikoyan-Gourevitch MiG-21, 24 Mikoyan-Gourevitch MiG-23, 15 Mil Mi-8, 4 Mil Mi-26 et 11 Mil Mi-2.
- Suncheon (coréen : 순천시) : 18 Soukhoï Su-25, 12 Mikoyan-Gourevitch MiG-21, 6 Soukhoï Su-7, 1 Mikoyan-Gourevitch MiG-29.
- Onchhon (coréen : 온천군) : 83 Mikoyan-Gourevitch MiG-19, 4 Mikoyan-Gourevitch MiG-23, 2 Mikoyan-Gourevitch MiG-21.
- Hvanzhu : 37 Mikoyan-Gourevitch MiG-21, 6 Mikoyan-Gourevitch MiG-17 et 2 Mil Mi-2.
- Kvail (coréen : 과일군) : 19 Mikoyan-Gourevitch MiG-21, 9 Mikoyan-Gourevitch MiG-29.
- Tyachhyan (coréen : 태탄읍) : 13 Mikoyan-Gourevitch MiG-17, Iliouchine Il-28.
- Aérodrome de Sunan (coréen : 안구역) : 2 Tupolev Tu-134, 5 Tupolev Tu-154, 2 Iliouchine Il-62, 3 Iliouchine Il-76, 2 Iliouchine Il-18, 4 Antonov An-24 et 5 Iliouchine Il-28.
- Mirim : base fermée.
- M-1978 Koksan (coréen : 곡산군) : 4 Mikoyan-Gourevitch MiG-17, 36 Mikoyan-Gourevitch MiG-19, 8 Mikoyan-Gourevitch MiG-21.
- Hyeon-ni : ?
- Toksan : 6 Mikoyan-Gourevitch MiG-17, 42 Mikoyan-Gourevitch MiG-21.
- Seondeok : 11 Iliouchine Il-14, 42 Antonov An-2.
- Wonsan (coréen : 원산시) : 52 Mikoyan-Gourevitch MiG-19, 13 Mikoyan-Gourevitch MiG-21.
- Samdzhiyon (coréen : 삼지연군) : 27 Mikoyan-Gourevitch MiG-15.
- Hyesan (coréen : 혜산시) : Antonov An-2.
- Hvansuvon-ni : 44 Mikoyan-Gourevitch MiG-21.
- Kildzhu (coréen : 길주군) : Mil Mi-2.
- Oran (coréen : 어랑군) : 44 Mikoyan-Gourevitch MiG-19.
- Changjin (coréen : 장진군) : 21 Iliouchine Il-28.

Voici la liste des bases aériennes de l'armée de l'air nord-coréenne en 2023[réf. nécessaire] :
- Sinuiju (coréen : 신의주시) : 22 Iliouchine Il-28, 10 Mikoyan-Gourevitch MiG-21.
- Kusong (coréen : 구성시) : 46 Mikoyan-Gourevitch MiG-17, 1 Mikoyan-Gourevitch MiG-19.
- Taechon (en) (coréen : 태천군) : 38 Antonov An-2.
- Kechhon (coréen : 개천시) : 31 Soukhoï Su-25, 2 Mikoyan-Gourevitch MiG-17 et 18 Soukhoï Su-7
- Hallyong-ni : 4 Mikoyan-Gourevitch MiG-21, 22 Mikoyan-Gourevitch MiG-23, 12 Mikoyan-Gourevitch MiG-29, 7 Mikoyan-Gourevitch MiG-17, 4 Mil Mi-26, 17 Mil Mi-8, 17 Mil MI-2.
- Sunchon (coréen : 순천시): ?
- Onchon (coréen : 온천읍) : 34 Mikoyan-Gourevitch MiG-19, 2 Mikoyan-Gourevitch MiG-17
- Hwangju (coréen : 황주군) : 31 Mikoyan-Gourevitch MiG-21, 8 Mikoyan-Gourevitch MiG-17
- Kwail (coréen : 과일군) : 36 Mikoyan-Gourevitch MiG-17
- Taetan (coréen : 태탄) : 15 Mikoyan-Gourevitch MiG-17, 3 Mikoyan-Gourevitch MIG-21, 12 Mil MI-2.
- Ongjin (coréen : 옹진군) : ?
- Aérodrome de Sunan (coréen : 순안구역) : 2 Tupolev Tu-134, 3 Tupolev Tu-154, 2 Iliouchine Il-62, 3 Iliouchine Il-76, 1 Iliouchine Il-18, 3 Antonov An-24, 2 Antonov An-148, 2 MIL MI-8 ou 24, 1 PAC P-750
- Kangdong (coréen : 강동공항) : base fermée.
- Koksan (coréen : 곡산군) : 4 Mikoyan-Gourevitch MiG-17, 16 Mikoyan-Gourevitch MiG-19,
- Hyon-ni : ?
- Kuum-ni :?
- Hamhung (coréen : 함흥시) : 29 Mikoyan-Gourevitch MiG-21, 1 Mikoyan-Gourevitch MiG-17
- Riwŏn (coréen : 리원군) : 47 Mikoyan-Gourevitch MiG-17

- Sondok-ri (coréen : 선덕리) : 17 Iliouchine Il-28, 45 Antonov An-2.
- Wonsan (coréen : 원산시) : 4 Mikoyan-Gourevitch MiG-17, 15 Mikoyan-Gourevitch MiG-21.
- Samjiyŏn (coréen : 삼지연군) : 2 MIL MI-8.
- Hyesan (coréen : 혜산시) : ?
- Hwangsuwon-Josuji (coréen : 황수원저수지): 33 Mikoyan-Gourevitch MiG-21.
- Myŏnggan (coréen : 명간) : 32 Antonov An-2, 20 Yakovlev Yak-18
- Orang (coréen : 어랑군) : 31 Mikoyan-Gourevitch MiG-15, 31 Yakovlev Yak-18
- Sŭngam-rodongjagu (coréen : 어랑군) : 52 Yakovlev Yak-18, 1 MIL MI-2
- Jangjin (coréen : 장진읍) : 22 Iliouchine Il-28.